# Charaxes cithaeron
Charaxes cithaeron är en fjärilsart som beskrevs av Felder 1859. Charaxes cithaeron ingår i släktet Charaxes och familjen praktfjärilar. Inga underarter finns listade i Catalogue of Life.